# Kim Braden
Kim Braden (* 1949 in London, England) ist eine englische Schauspielerin.

## Leben
Braden ist die Tochter des Schauspielers und Showmasters Bernard Braden und der Schauspielerin Barbara Kelly. Sie heiratete den Regisseur David Carson, mit dem sie einen 1983 geborenen Sohn und eine 1988 geborene Tochter hat.
Ihren ersten kleinen Auftritt im Fernsehen hatte sie 1960 in der Serie The Rolling Stones. Bekannt wurde sie 1972 durch die Hauptrolle Anne Shirley in der Mini-Serie Anne of Green Gables. 1975 spielte sie auch in der Nachfolgeserie Anne of Avonlea. Sie trat in weiteren Serien auf, wie etwa in Penmarric (1979), To Serve Them All My Days (1980–1981), Spearfield's Daughter (1986), für diesen Auftritt bekam sie eine Gemini-Award-Nominierung, Spacecop L.A. (1990), Raumschiff Enterprise: Das nächste Jahrhundert (1990) und Die Fälle der Rosie O’Neill (1990).
Filme, in denen sie spielte, sind unter anderem Das Ungeheuer (1970), The Man Who Came to Dinner (1972), Billy Boy – Der Boxchampion (1978), Perry Mason: The Case of the Glass Coffin (1991), Silent Cries (1993) und Star Trek: Treffen der Generationen (1994) in welchem sie Picards Ehefrau spielt.

## Filmografie

### Filme
- 1969: Wolfshead: The Legend of Robin Hood
- 1970: Das Ungeheuer (Trog)
- 1972: The Man Who Came to Dinner (Fernsehfilm)
- 1973: Trau keinem über 18 (That'll Be the Day)
- 1978: Billy Boy – Der Boxchampion (Billyboy)
- 1991: Perry Mason: The Case of the Glass Coffin (Fernsehfilm)
- 1993: Silent Cries
- 1994: Star Trek: Treffen der Generationen (Star Trek Generations)

### Fernsehserien
- 1960: The Rolling Stones (eine Folge)
- 1968: B and B (eine Folge)
- 1968: Comedy Playhouse (eine Folge)
- 1971: Justice (eine Folge)
- 1972: Anne of Green Gables (Fünfteiler)
- 1973: Armchair Theatre (eine Folge)
- 1973: Z Cars (eine Folge)
- 1975: Anne of Avonlea (Sechsteiler)
- 1977: Laugh-In (eine Folge)
- 1979: Penmarric (drei Folgen)
- 1980: ITV Playhouse (eine Folge)
- 1980: Nobody’s Perfect (eine Folge)
- 1980–1981: To Serve Them All My Days (fünf Folgen)
- 1981: Have I Got You... Where You Want Me (eine Folge)
- 1984: Travelling Man (eine Folge)
- 1986: Spearfield’s Daughter (eine Folge)
- 1990: Spacecop L.A. (zwei Folgen)
- 1990: Raumschiff Enterprise: Das nächste Jahrhundert (Star Trek: The Next Generation, eine Folge)
- 1990: Die Fälle der Rosie O’Neill (The Trials of Rosie O’Neill, zwei Folgen)
- 1992: Mord ist ihr Hobby (Murder, She Wrote, eine Folge)

## Nominierung
- 1986: Gemini-Award-Nominierung in der Kategorie „Best Performance by a Lead Actress in a Single Dramatic Program or Mini-Series“ für Spearfield's Daughter[1]